# Amanaki Mafi
Pour les articles homonymes, voir Mafi.
Pas d'image ? Cliquez ici

a Compétitions nationales et continentales officielles uniquement.

b Matchs officiels uniquement.
Dernière mise à jour le 23 janvier 2023.
Amanaki Mafi (アマナキ・レレィ・マフィ), né le 11 janvier 1990 à Tofoa (Tonga), est un joueur international japonais de rugby à XV jouant au poste de troisième ligne centre. avec les Yokohama Canon Eagles en League One depuis 2021. Il mesure 1,89 m pour 111 kg.

## Biographie
Amanaki Mafi est né aux Tonga, sur l'île de Tofoa. Il émigre au Japon à 20 ans pour faire ses études et jouer au rugby, avec le club universitaire de Hanazono.

## Carrière

### En club
Amanaki Mafi a commencé par évoluer avec son club universitaire de Hanazono entre 2010 et 2014, qui évolue en ligue Kansaï B (ligue universitaire de deuxième division).
Il a ensuite fait ses débuts professionnels avec le club des NTT Shining Arcs  en Top League qu'il rejoint en 2014. Avec ce club il dispute une première saison très réussie avec 9 matchs disputés pour 2 essais, aidant ainsi son club à se qualifier pour les play-off du championnat pour la première fois de leur histoire. Sa seconde saison (2015) est tout aussi réussie avec 10 matchs et 5 essais.
À la fin de la saison 2015-2016 de Top League, il est retenu dans l'équipe type de la compétition.
En 2016, il rejoint le club anglais de Bath qui évolue en Aviva Premiership. Avec sa nouvelle équipe il réalise des débuts très prometteurs en inscrivant quatre essais lors de ses sept premiers matchs. Cependant, il quitte brutalement le club avant la fin de la saison, à la suite d'une altercation avec le staff médical.
Au mois d'août 2016, il est annoncé qu'il rejoindra la franchise australienne des Melbourne Rebels pour la saison 2017 de Super Rugby. Il effectue alors une excellente saison sur plan personnel, en étant le joueur ayant le plus porté le ballon (184 fois) lors de la compétition, et en étant l'avant ayant le plus parcouru de mètres ballon en main (1378 mètres) et ayant fait le plus de passes après-contact (30). Il est en conséquence élu par ses coéquipiers "meilleur joueur des Rebels de la saison". Il prolonge ensuite son contrat pour une saison supplémentaire.
Après une deuxième saison aux Rebels du même acabit, son contrat n'est pas renouvelé pour des raisons extra-sportives. En effet, à une journée de la fin de saison, après une soirée arrosée, il frappe à plusieurs reprises son coéquipier Lopeti Timani,,. Jugé pour ces faits en Australie, il n'écope que d'une amende, après avoir risqué une peine de prison.
Retourné au Japon, il fait partie de l'effectif des Sunwolves pour la saison 2019 de Super Rugby. Il joue trois rencontres lors de son unique saison passée avec la franchise basé à Tokyo.
En 2021, il est libéré de son contrat par NTT Shining Arcs, et rejoint les Canon Eagles dans le même championnat,.

### En équipe nationale
Amanaki Mafi a joué avec l'équipe des Tonga des moins de 20 ans en lors du championnat du monde junior 2009.
En 2014, il est sélectionné par son pays d'origine, les Tonga, et son pays d'adoption, le Japon, pour participer aux tests du mois novembre. Il fait finalement le choix du Japon pour des raisons sentimentales (il est marié à une japonaise).
Amanaki Mafi obtient sa première cape internationale avec l'équipe du Japon le 15 novembre 2014 à l’occasion d’un test-match contre l'équipe de Roumanie à Bucarest.
Il fait partie du groupe japonais sélectionné pour participer à la Coupe du monde 2015 en Angleterre. Il dispute quatre matchs contre l'Afrique du Sud, l'Écosse, les Samoa et les États-Unis.
Après une année loin de la sélection à partir de juillet 2018, à la suite de ses problème extra-sportifs, il fait son retour en août 2019.
Il est retenu dans le groupe japonais sélectionné pour participer à la Coupe du monde 2019 disputée à domicile. Il dispute le match de poule contre l'Irlande, puis le quart de finale contre l'équipe d'Afrique du Sud.

## Statistiques en équipe nationale
- 28 sélections avec le Japon depuis 2014.
- 45 points (9 essais).

- Participations aux Coupes du monde 2015 (4 matchs) et 2019 (2 matchs).

## Palmarès

### En club
Néant

### Distinctions personnelles
- Membre de l'équipe type du Championnat du Japon en 2016
- Membre de l'équipe type du Super Rugby en 2017[24]